# Tanche (olive)
Pour les articles homonymes, voir Tanche (homonymie).

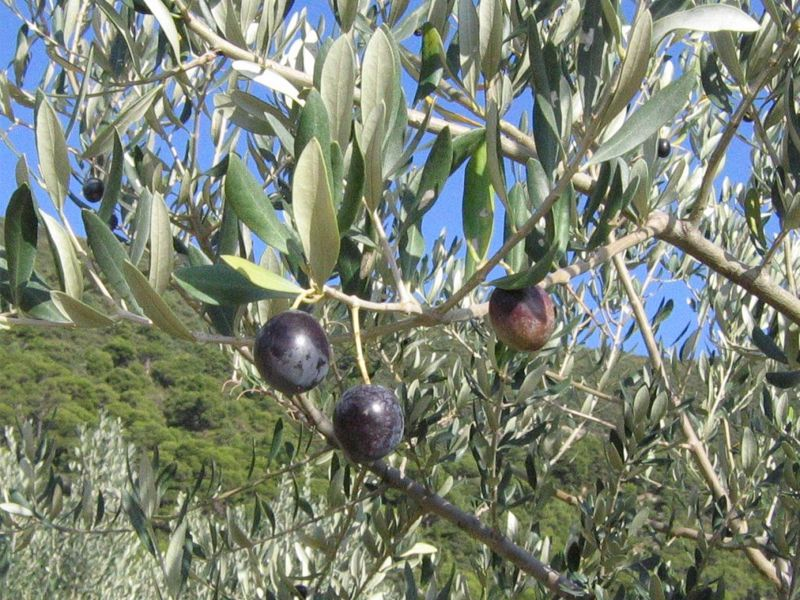
La tanche.

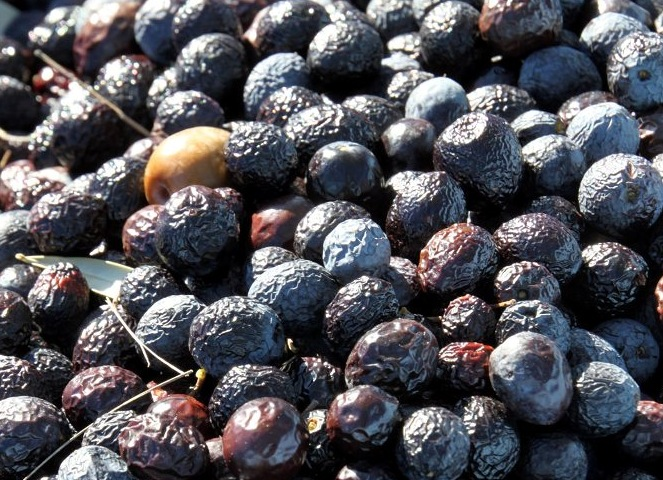
Olives de variété Tanche.

La Tanche est une variété d'olives spécifique à la région nyonsaise (sud de la Drôme et nord Vaucluse). Cette variété jouit depuis 1994 d'une AOC.

## Olive de Nyons
Cette variété mixte (noire de table et huile) est connue aussi sous le nom d'olive de Nyons. Son terroir se trouve donc dans la Drôme provençale mais aussi dans le nord Vaucluse où elle s'est imposée autour des Dentelles de Montmirail. Elle donne une huile douce au fruité mûr. À la dégustation, elle se caractérise par des arômes fondus de noisette et de pomme.
Le bassin de Nyons comporte plus de 125 000 oliviers répartis sur sept communes du Nyonsais et des Baronnies. C'est la seule variété à pouvoir être utilisée pour la production d'huile d'olive de Nyons en appellation d'origine contrôlée.